# Evropska služba za suzbijanje prevara
Evropska služba za suzbijanje prevara - OLAF (engl. European Anti-Fraud Office, fr. Office européen de lutte antifraude) je uspostavljena 1999. godine od strane Evropske komisije sa zadatkom suzbijanja prevara, korupcije i drugih nezakonitosti, među ostalom i u institucijama EU, sprovođenjem nezavisnih istražnih postupaka.
Njen osnovni zadatak je da zaštiti finansijske interese Evropske unije, onemogući zloupotrebe u njenim institucijama i narušavanje njenog budžeta.

## Nastanak
OLAF je formiran 1999. godine nakon snažnog pritiska Evropskog parlamenta. Prethodna služba UCLAF (fr. Unité de coordination de lutte anti-fraude) koja je funkcionisala kao komisija pri Evropskoj komisiji nije uspela da se izbori sa neregularnostima vezanim za rad evropslih institucija. Nakon žučne rasprave u Evropskom parlamentu zbog pronevera i kolektivne ostavke članova Santerove komisije formirana je nova institucija sa većim ovlašćenjima i mogućnostima.
O svom radu OLAF je Evropskom parlamentu podneo specijalni izveštaj jula 2005. godine.

## Spoljašnje veze
- OLAF